# Neohaplegis
Neohaplegis är ett släkte av tvåvingar. Neohaplegis ingår i familjen fritflugor.
Släktet innehåller bara arten Neohaplegis tarsata.